# Église Saint-Pierre de Bucy-lès-Pierrepont
L'église Saint-Pierre de Bucy-lès-Pierrepont est une église située à Bucy-lès-Pierrepont, en France.

## Localisation
L'église est située sur la commune de Bucy-lès-Pierrepont, dans le département de l'Aisne.